# El Reno
El Reno är administrativ huvudort i Canadian County i Oklahoma. Ortnamnet kommer från befästningen i närheten, Fort Reno, och "El" kom till för att man ville särskilja sig från en annan ort med ett liknande namn. Kavalleribefästningen hade fått sitt namn efter Jesse L. Reno som stupade i amerikanska inbördeskriget.